# (17519) Pritsak
(17519) Pritsak est un astéroïde de la ceinture principale.

## Description
(17519) Pritsak est un astéroïde de la ceinture principale. Il fut découvert le 18 décembre 1992 à Caussols par Eric Walter Elst. Il présente une orbite caractérisée par un demi-grand axe de 2,65 UA, une excentricité de 0,12 et une inclinaison de 11,9° par rapport à l'écliptique.

## Compléments